# Charles-Théodore Viau
Charles-Théodore Viau, né le 17 mars 1843 à Longueuil, mort le 10 décembre 1898 à Montréal, industriel et promoteur, célèbre pour la biscuiterie qui porte son nom et divers biscuits toujours commercialisés, notamment le «Whippet» et le «Village». À la fin de sa vie, il se consacre au développement d'une ville modèle, Viauville, jamais achevée, qui est aujourd'hui un quartier dans l'arrondissement montréalais de Mercier—Hochelaga-Maisonneuve.  

## Biographie
Charles-Théodore Viau naît le 17 mars 1843 à Longueuil, alors un village rattaché à la seigneurie du même nom. Son père, un charretier, se nomme Marc Viau, dit Cinq-Mars. Sa mère est Florence Deniger. 
En 1858, à l'âge de 15 ans, il quitte son village natal pour la grande ville de Montréal. Il est engagé comme commis chez un dénommé Joseph Poupart, épicier de la rue des Commissaires (aujourd’hui rue De la Commune). C'est dans cette institution qu'il apprend les secrets du métier de commerçant.
Viau s’associe à Toussaint Dufresne, son colocataire, pour acheter l’épicerie de Poupart en 1866. Assez rapidement, leur commerce, Dufresne & Viau, se spécialise dans la vente de farine. En 1867, les deux hommes fondent une boulangerie sur la rue Sainte-Marie (aujourd’hui la rue Notre-Dame), près de la rue Wolfe. Un biscuit commercialisé sous le nom de «Village» la même année assure le succès de l'entreprise.
Trois ans plus tard, en 1870, il vend son épicerie de la rue des Commissaires et change d'associé. C'est son nouvel acolyte, Michel Viger, qui contribue les capitaux dont il avait besoin pour agrandir sa petite usine de la rue Sainte-Marie. En 1873, Charles-Théodore Viau achète la part de Viger et opère maintenant sous le nom de Viau & Frère.  
L'entreprise diversifie sa production : au pain et aux biscuits s'ajoutent les bonbons et le chocolat. Ni l'incendie qui détruit une partie de l’usine le 17 juin 1875, ni les crises économiques de 1878 et 1884 n'empêchent la prospérité de l'entreprise d'être au rendez-vous. 
En 1890, la production de pain est abandonnée. Viau se consacre à la fabrication et à la commercialisation d'un grand nombre de biscuits, de bonbons et de chocolats qui sont distribués partout au Québec et même au-delà, notamment en Ontario.
En 1894, Viau & Frère a un chiffre d’affaires annuel d’environ 300 000 $ et emploie 125 travailleurs. 
Lorsqu’un violent incendie laisse l’usine de quatre étages en ruines en 1899, on décide de reconstruire immédiatement au même endroit sur la rue Notre-Dame. L’année suivante, l’entreprise lance l’Empire, un biscuit à la guimauve recouvert de chocolat qui fait fureur chez les consommateurs. L’ancêtre du célèbre Whippet est né et contribue à la croissance de la biscuiterie.
Lorsqu’il s’éteint en 1898 à l’âge de 55 ans, Charles-Théodore Viau est devenu une figure de proue du milieu des affaires canadien-français. Au moment du décès de Viau, ses trois fils sont encore aux études. La direction de la compagnie est donc confiée à Jean-Baptiste Deguise, le beau-frère et bras droit du défunt. 
En 1906, la construction projetée d’une nouvelle voie ferrée du Canadien Pacifique force l’expropriation de l’usine de la rue Notre-Dame. Une nouvelle ère s’amorce.
Il a offert des terres qu'il possédait dans la Ville de Maisonneuve et dans la Ville de Longue-Pointe à ses employés afin de développer en ville modèle (Viauville) et il y incita la fondation de la paroisse Saint-Clément. 
La rue et le parc Théodore de Montréal, la station de métro Viau et la circonscription de Viau honorent sa mémoire.